# 裸足

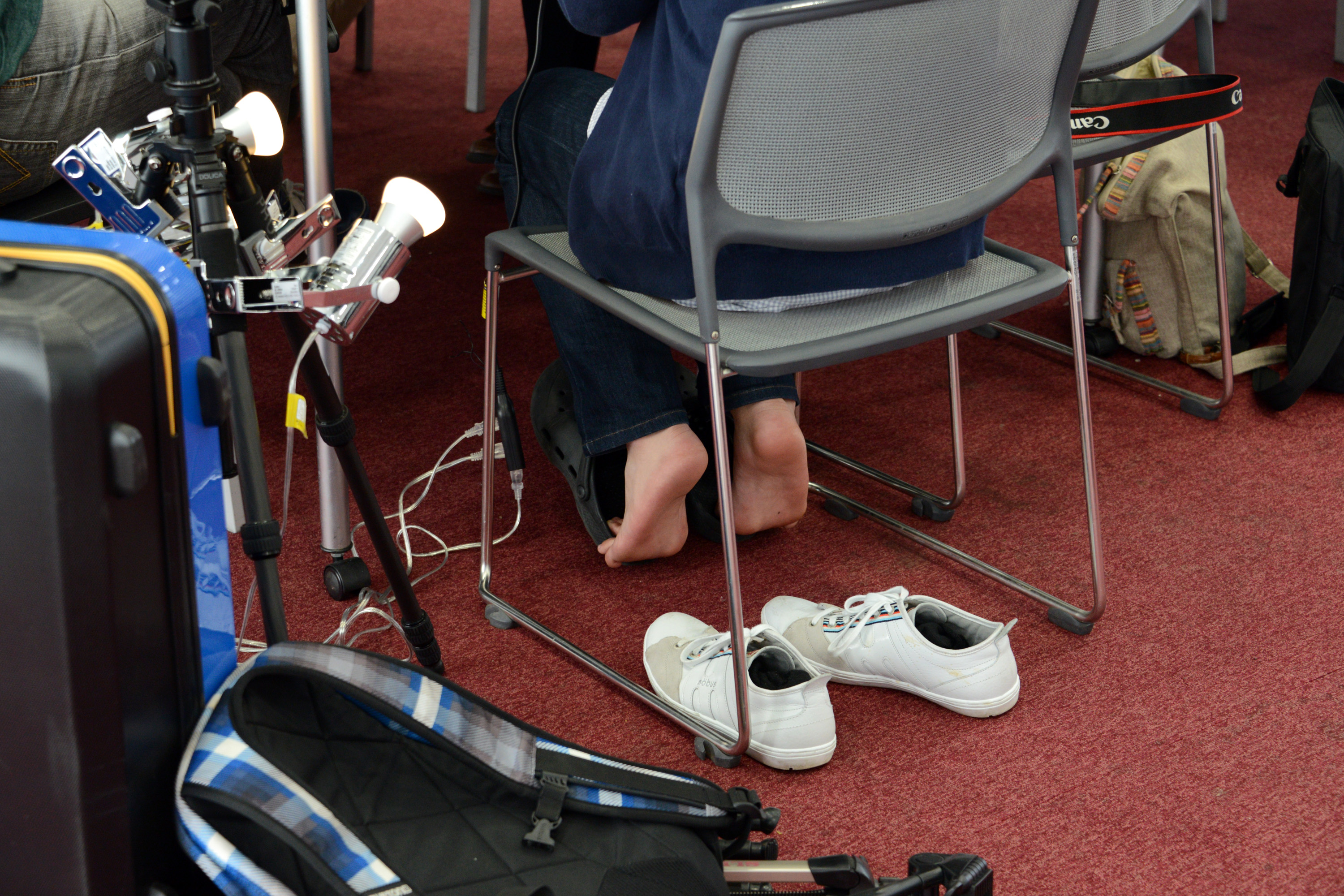
靴を脱いで裸足になった日本人女性

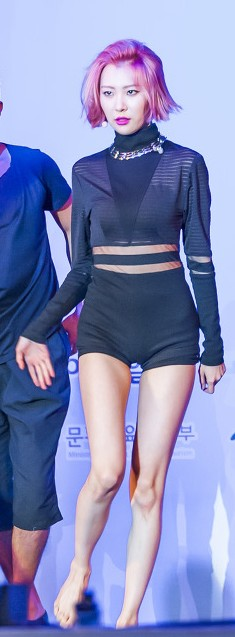
裸足で踊る歌手

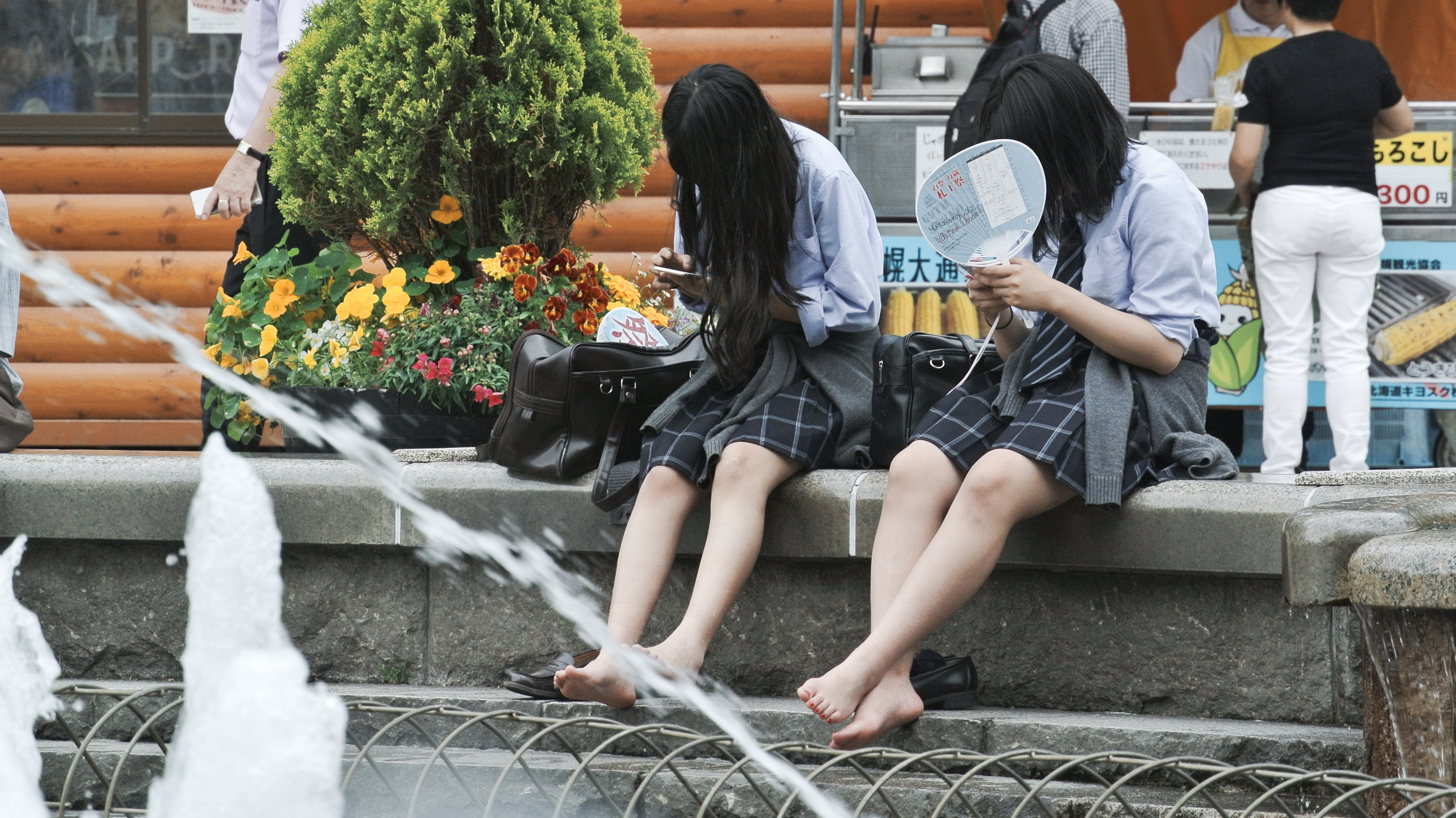
裸足の女子高生（日本）

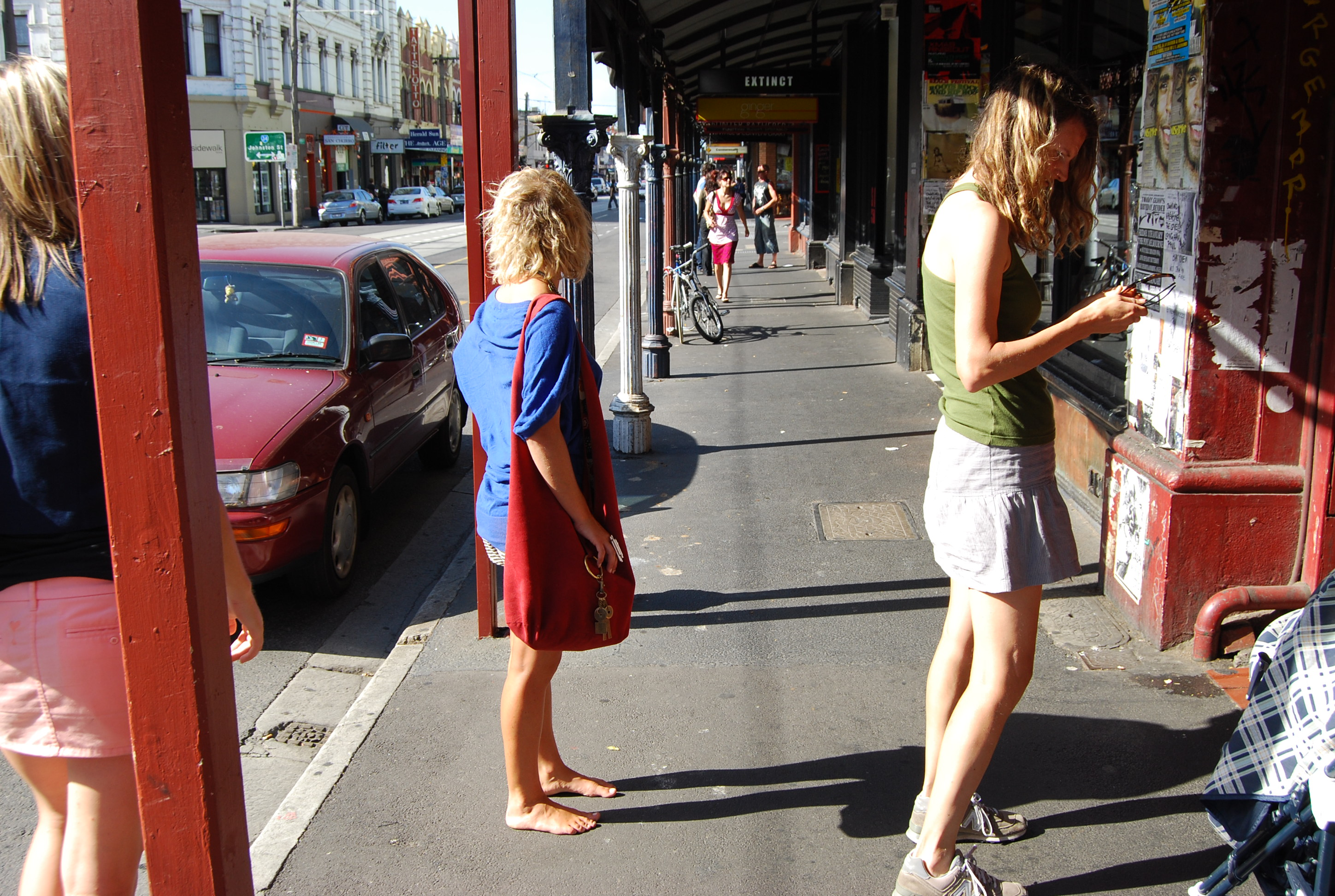
オーストラリアでは裸足で外出する光景が普通にみられる

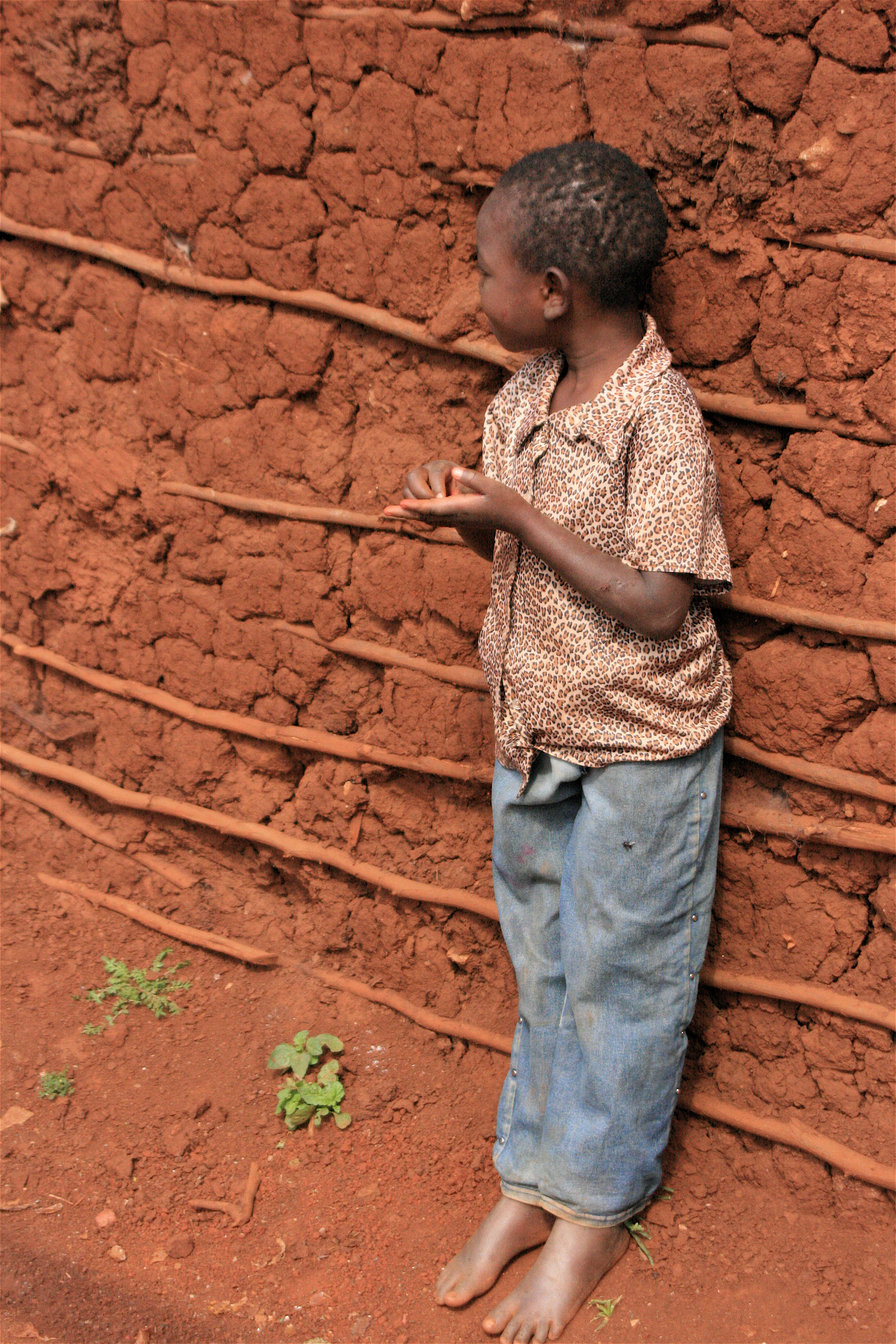
裸足で過ごす貧困層の子供

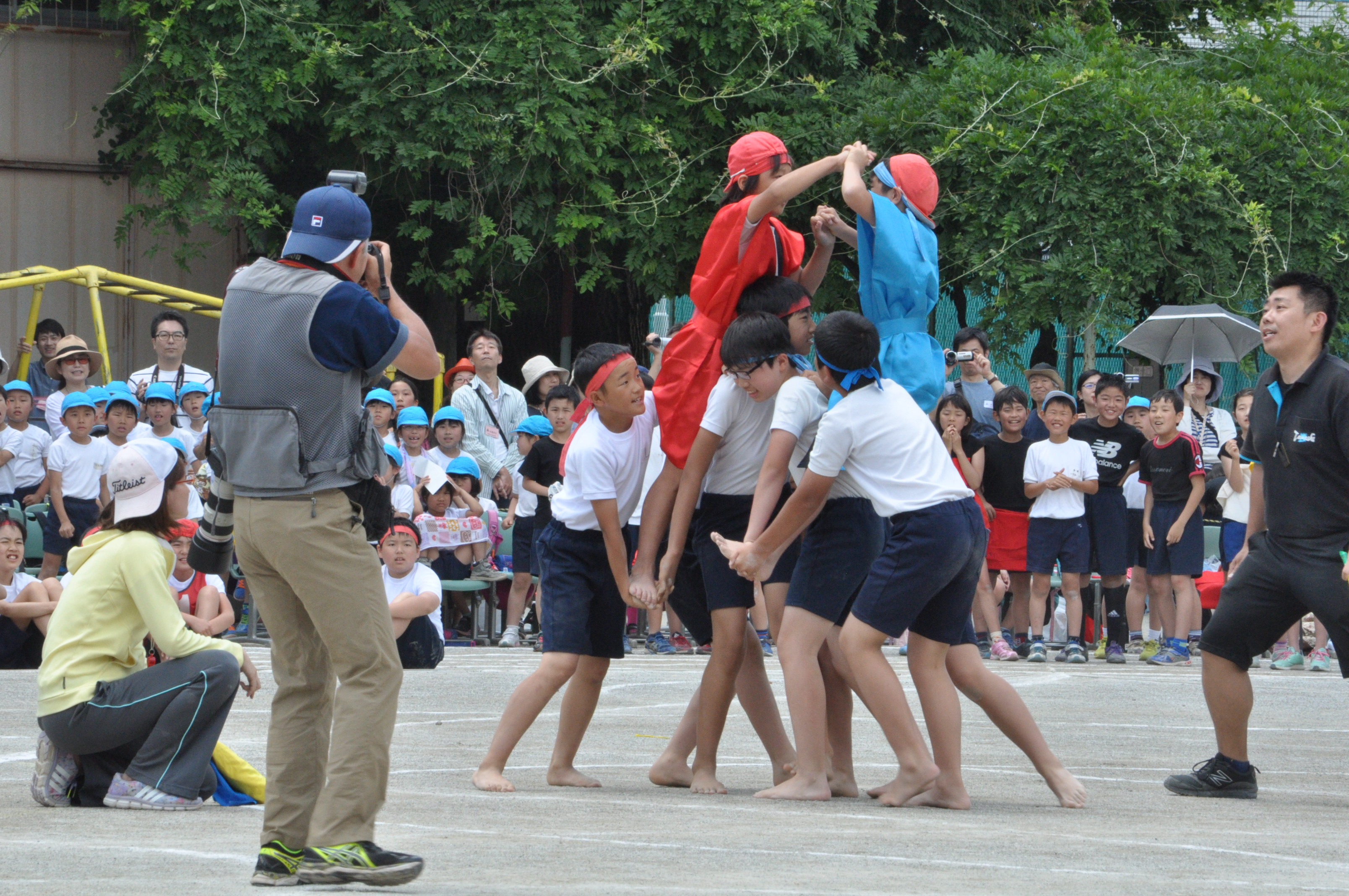
裸足で騎馬戦を行っている様子

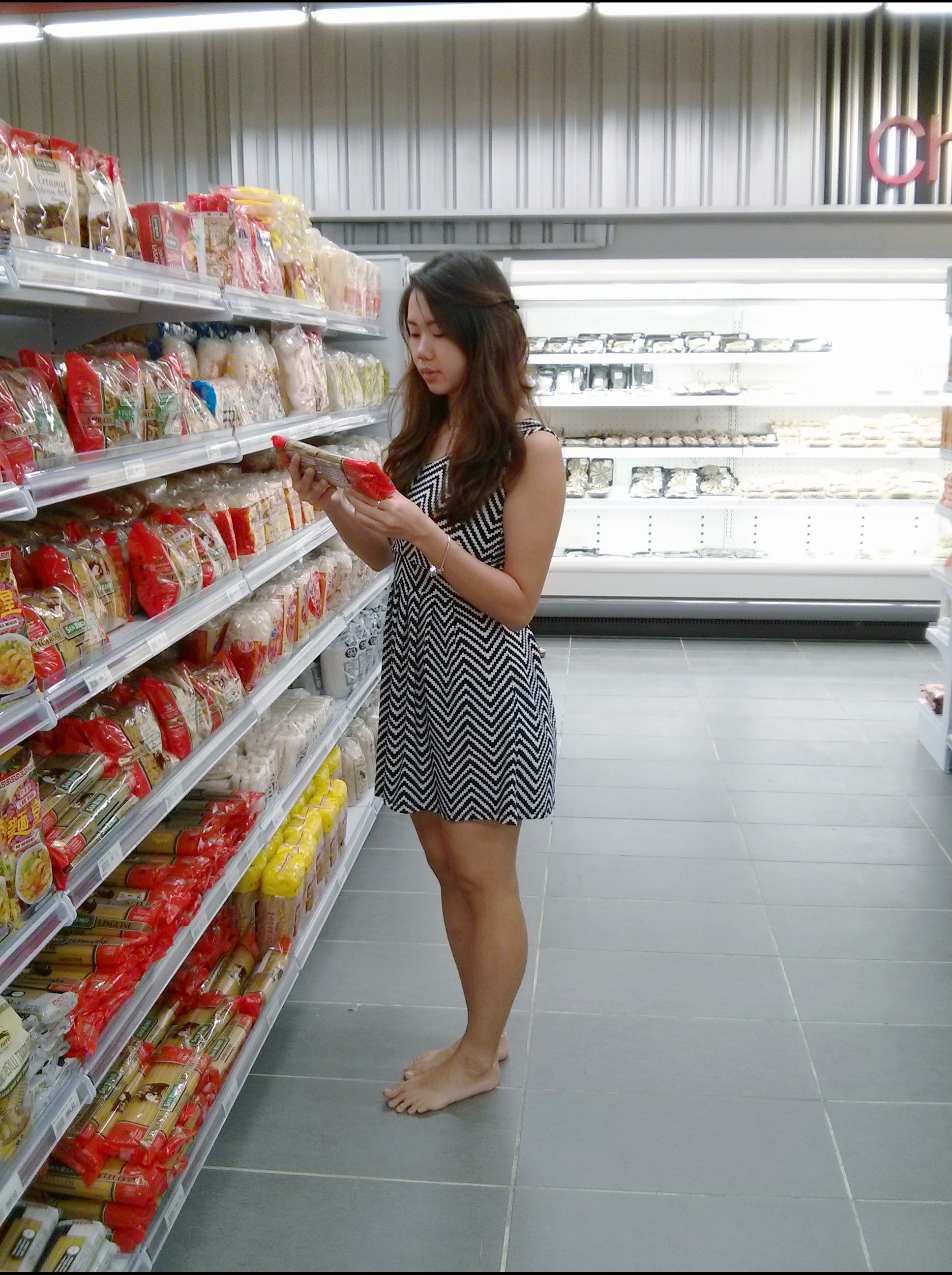
裸足で買物をする女性

裸足・跣足（はだし）とは、履物を履かないこと、またはその状態の足のこと。素足とも。

## 日本文化・風習としての裸足
日本では、家の入り口で履物を脱ぐ習慣から、裸足で家の外に出ることは汚いこととされる。しかし、農村では田植えなど裸足での作業もあるため、帰宅時に足をきれいに洗えばよいと考える人もいる。裸足で外出することは現代においては田植え期の水田周辺や海水浴場などでないかぎり奇異にみられる傾向があるが、これは明治期に西洋文化および西洋医学（破傷風予防など）の考え方が流入して以降の傾向である。1901年（明治34年）5月29日警視庁はペスト予防のため屋内を除き跣足にて歩行することを禁止した（庁令第41号）。足の裏でじかに自然を感じようとする「大地をはだしで歩く会」が結成されたこともある。（参考文献：千趣会「COOK」1980年1月号）
現代では「裸足であること」も一種のファッションとしてみられており、足の爪へのネイルケアや足にミサンガを巻く（＝長い靴下は履けない）ことが流行ったり、素足に履く凝ったデザインのサンダル（鼻緒付きのビーチサンダルやトングサンダル、足にサンダルの台を貼り付けるヌードサンダルなど）や靴を履いた時に裸足にみえるようなスニーカーソックスが売られたりしている。また、素足に下駄やイグサの草履を履くことが流行している。足が涼しく、足を開放したいという点から素足が注目され、また、鼻緒への人気が高まっていることも影響している。また、Coccoや鬼束ちひろのように、ステージ上で裸足で歌う歌手の存在の影響もある。子供の場合はなるべく裸足で生活させる主義の人も多い。素足・裸足で足を自然な状態にする発想のはだし教育が影響しているとされる。素足になれると足の自由さに気づく場合が多い。
一方で常に裸足の場合、足が頭部より低温になる「頭熱足寒」になりやすく、冷え性など健康上の不具合が生じる場合がある。
裸足の子供は自然児のイメージでみられるため、たくましさや自由奔放の象徴という印象を持つ。テレビアニメ『アルプスの少女ハイジ』の主役・ハイジの場合、原作では靴を履いているのにアニメでは裸足の設定である。逆に、野性児の印象でみられることもあるので、制服を採用している学校で、暑い日に裸足でいたりすると処罰されることもある。小学校の場合、靴を履く学校で裸足で生活しようとすると、靴下・靴を履くよう注意される場合、自由にさせる場合、それぞれである。
裸体になることに準じて、裸足になることは神聖であるとされる場合もある。神社境内での参拝方法としてお百度参りがある。脱帽と同じように、裸足で参ることで神を崇めるという理由である。アジアの寺院に入る場合は入り口で履物を脱ぎ裸足になるよう求められる場所もある。これも神聖な場所には裸足で入るとの考えである。神事として護摩焚きの火の上を裸足で渡る火渡りが各地で行なわれる。

## 諸外国での裸足の扱い

### ヨーロッパ・オセアニア
オセアニアのオーストラリア・ニュージーランドなどでは裸足で外出することは普通で、繁華街やショッピングセンターなどでも普通に裸足で歩いている子供が多い。ところが、これらの2国の国民のルーツの過半を占めるヨーロッパのイギリスでは、裸足はエロティックなイメージでみられてきた歴史があり、女性が男性の前で裸足になることは性的な関係を許しているとみられることもあった。

### アジア・アフリカ
アジアやアフリカでは近年まで裸足で生活することが多く、特に、貧困層や恵まれない国々では靴そのものの入手が難しく、特に、子供においてはその影響を受けやすい。
現在も貧困に苦しむ一部のアジアやアフリカの国々では裸足で過ごす子供や女性が多く見られる。かれらの足の裏は土などによって深く汚れており、水で洗っても汚れが落ちないほどである。貧困で靴が買えずにほとんどの子供が裸足での生活を余儀なくされ、足からの寄生虫感染の危険にさらされている地域もあり、こうした地域に使われなくなった靴を寄付する運動を行っているNGOもある。

## スポーツ・競技としての裸足
日本における伝統的なスポーツはその多くが裸足で行なうものである。これは裸足が神聖さをもつこと、武器を持っていないという表示（履物が武器になる可能性もある）、素足に草履や下駄を履く文化であったこと、動きやすいことが理由として考えられる。実際、相撲で足を踏ん張るためには裸足でなければ効果は薄く、また、土俵は神聖な場所として履物には決まりがあったり、履物自体許されない場合が多い（行司の階級によって履物が決まり、幕下格以下の行司は裸足と定められている）。基本的には「地に足をつける」という歴史がある国といえる。
運動会においても、「足を踏ん張る」という意味から、騎馬戦などの動きの激しい種目や組体操などのマスゲームも裸足で行うことがある。また、これは参加者が上下に重なった場合に靴でケガをすることを防ぐためという理由もある。一方、「速く走れる」ということを理由として裸足で短距離走に参加する生徒がいるが、足に負担が掛かり、ケガの元となりやすいので否定的な教師は多い。その生徒が普段重い靴、不安定な形状の靴を履いていた場合は裸足で速く走れる可能性はあるが、大抵は足の痛さで相殺されてしまうようである。しかし、はだし教育を経験しているなど裸足で走ることに慣れている場合は、むしろ足が自由で足裏の刺激が心地よく、健康によい働きをしているという見方もある。どちらにしろ、裸足でよいタイムを出すにはコースの整備と本人の「慣れ」が必要である。
ローマオリンピックのマラソン競技で、裸足で走ったアベベ・ビキラ（エチオピア）が金メダルを獲得したことは有名である。